# Abdolmalek Rigi
Abdolmalek Rigi (c. 1979 - 20 de junho de 2010) foi o líder do Jundallah, um organização militante sunita baseada no Sistan e Baluchistão do sudeste do Irã até a sua captura e execução em 2010 pelo governo iraniano.